# Campionatul European de Cros din 1996
A 3-a ediție a Campionatului European de Cros s-a desfășurat pe 15 decembrie 1996 la Charleroi, Belgia. Au fost introduse și curse de juniori (sub 20 de ani) ca sport demonstrativ. Au participat 249 de sportivi din 25 de țări. Iulia Olteanu-Negură a câștigat cursa feminină dar a fost descalificată, fiind depistată pozitiv la un test anti-doping.

## Rezultate

### Masculin
| Loc | Sportiv           | Timp  |
| --- | ----------------- | ----- |
|     | Jon Brown         | 32:37 |
|     | Paulo Guerra      | 33:12 |
|     | Mustapha Essaïd   | 33:19 |
| 4   | Carsten Jørgensen | 33:20 |
| 5   | Eduardo Henriques | 33:28 |
| 6   | Umberto Pusterla  | 33:36 |
| 7   | Vincent Rousseau  | 33:42 |
| 8   | Yann Millon       | 33:42 |
| 9   | Vítor Almeida     | 33:43 |
| 10  | Andrea Arlati     | 33:44 |

| Loc | Țară | Puncte                   |
| --- | --- | ------------------------ |
|     | Portugalia Paulo Guerra Eduardo Henriques Vítor Almeida José Regalo António Pinto João Junquiera                            | 27 2 5 9 11 (31) (37)    |
|     | Franța Mustapha Essaïd Yann Millon Cédric Dehouck Mohamed Ezzher Thierry Pantel                                             | 47 3 8 17 19 (53)        |
|     | Belgia · Vincent Rousseau · Marc Vanderstraeten · Koen Van Rie · Eric Bouffioux · Jerry Van den Eede · Stefan Van Den Broek | 59 7 14 15 23 (46) (55)  |
| 4   | Italia Umberto Pusterla Andrea Arlati Michele Gamba Gabriele de Nard                                                        | 62 6 10 22 24            |
| 5   | Regatul Unit Jonathan Brown Andrew Pearson Spencer Barden Darrius Burrows Christian Stephenson                              | 76 1 16 27 32 (49)       |
| 6   | Spania Alejandro Gomez Carlos Adan Antonio Serrano José Manuel Martinez Teodoro Cuñado Carlos Moreno de la Torre            | 86 12 18 21 35 (66) (69) |

### Feminin
| Loc   | Sportivă             | Timp  |
| ----- | -------------------- | ----- |
|       | Sara Wedlund         | 17:04 |
|       | Julia Vaquero        | 17:14 |
|       | Annemari Sandell     | 17:19 |
| 4     | Elena Fidatov        | 17:24 |
| 5     | Albertina Dias       | 17:29 |
| 6     | Claudia Lokar        | 17:35 |
| 7     | Yanna Oubouhou       | 17:36 |
| 8     | Hayley Haining       | 17:37 |
| 9     | Laurence Vivier      | 17:39 |
| 10    | Anja Smolders        | 17:41 |
| [...] |                      |       |
| 26    | Nuța Olaru           | 18:05 |
| 36    | Luminița Gogîrlea    | 18:15 |
| 55    | Iulia Beșliu-Ionescu | 18:52 |
| –     | Iulia Olteanu-Negură | DS    |

| Loc | Țară                                                                                               | Puncte                |
| --- | -------------------------------------------------------------------------------------------------- | --------------------- |
|     | Franța Yanna Oubouhou Laurence Viver Chryssie Girard Laurence Duquenoy Edwige Pitel                | 27 7 9 11 (12) (42)   |
|     | Regatul Unit Hayley Haining Andrea Whitcombe Suzanne Rigg Lucy Elliott Hayley Yelling              | 39 8 14 17 (24) (33)  |
|     | Belgia · Anja Smolders · Veronique Collard · Lieve Slegers · Anne-Marie Danneels · Marleen Renders | 43 10 15 18 (34) (39) |
| 4   | Suedia Sara Wedlund Magdalena Thorsell Maria Lundgren Camilla Benjaminsson Annette Fischer         | 45 1 16 28 (29) (50)  |
| 5   | Germania Claudia Lokar Petra Wassiluk Sonja Krolik Luminita Zaituc Kathrin Wolf                    | 64 6 23 35 (38) (61)  |
| 6   | România · Elena Fidatov · Nuța Olaru · Luminița Gogîrlea · Iulia Beșliu-Ionescu                    | 66 4 26 36 (55)       |

### Juniori (demonstrativ)
| Loc | Sportiv             | Timp  |
| --- | ------------------- | ----- |
|     | Gert-Jan Liefers    | 22:01 |
|     | Bouabdellah Tahri   | 22:06 |
|     | Juan Carlos Higuero | 22:17 |
| 4   | Gareth Turnbull     | 22:21 |
| 5   | Stijn Vandevelde    | 22:23 |
| 6   | Sam Haughian        | 22:31 |
| 7   | Kjell Vanmelkebeke  | 22:32 |
| 8   | Michael East        | 22:33 |
| 9   | Mario Kröckert      | 22:42 |
| 10  | Dalibor Balgač      | 22:48 |

| Loc | Țară                                                                                         | Puncte               |
| --- | -------------------------------------------------------------------------------------------- | -------------------- |
|     | Regatul Unit Sam Haughian Michael East Paul James Morby David Mitchinson                     | 25 6 8 11 (18)       |
|     | Belgia · Stijn Vandevelde · Kjell Vanmelkebeke · Pedro Rens · Koen Vermeulen · Vincent Baert | 29 5 7 17 (24) (25)  |
|     | Irlanda Gareth Turnbull Paul Reilly Enda Johnson Gearoid O'Connor Pierce Hickey              | 35 4 15 16 (32) (32) |
| 4   | Germania Mario Kröckert Oliver Dietz Nils Bohn Robert Radermacher Dominik Burkhardt          | 35 9 12 14 (19) (22) |

### Junioare (demonstrativ)
| Loc | Sportivă           | Timp  |
| --- | ------------------ | ----- |
|     | Alessandra Aguilar | 11:10 |
|     | Sonja Knöpfli      | 11:14 |
|     | Kristina Obronek   | 11:16 |
| 4   | Amber Gascoigne    | 11:17 |
| 5   | Judit Pla          | 11:21 |
| 6   | Laura Suffa        | 11:22 |
| 7   | Susanne Ritter     | 11:28 |
| 8   | Maria Lynch        | 11:32 |
| 9   | Amy Waterlow       | 11:34 |
| 10  | Victoria Wilkinson | 11:35 |

| Loc | Țară | Puncte                     |
| --- | --- | -------------------------- |
|     | Regatul Unit Amber Gascoigne Amy Waterlow Victoria Wilkinson Tanya Brazier                                                          | 23 4 9 10 (15)             |
|     | Germania Laura Suffa Susanne Ritter Larissa Kleinmann Angela Hänsel Gerlinde Lenske Judith Heinze                                   | 24 6 7 11 (13) (14) (19)   |
|     | Belgia · Veerle Vandekerckhove · Nathalie Van Hoorebeke · Anke Onsia · Helen Van Lysebetten · Nathalie Lambrechts · Shylie Vandaele | 47 12 17 18 (25) (26) (27) |
| 4   | Irlanda Maria Lynch Ann Marie McGlynn Catherine Casserley Stephanie Reilly                                                          | 48 8 16 24 (30)            |
| 5   | Țările de Jos Daphne Panhuysen Paulina Rath Annelies Van Hoecke                                                                     | 76 21 23 32                |
| 6   | Franța Nada Mellouck Céline Larnois Virginie Hannequart                                                                             | 87 22 28 37                |

## Clasament pe medalii
| Loc   | Țară         | Aur | Argint | Bronz | Total |
| ----- | ------------ | --- | ------ | ----- | ----- |
| 1     | Franța       | 1   | 1      | 1     | 3     |
| 2     | Regatul Unit | 1   | 1      | 0     | 2     |
| 2     | Portugalia   | 1   | 1      | 0     | 2     |
| 4     | Suedia       | 1   | 0      | 0     | 1     |
| 5     | Spania       | 0   | 1      | 0     | 1     |
| 6     | Belgia       | 0   | 0      | 2     | 2     |
| 7     | Finlanda     | 0   | 0      | 1     | 1     |
| Total | Total        | 4   | 4      | 4     | 12    |